# John Arbuthnot
John Arbuthnot (16. dubna 1667 Inverbervie - 27. únor 1735 Londýn) byl skotský polyhistor, lékař, matematik a spisovatel. Vystudoval medicínu a matematiku, pak učil matematiku v Londýně a v roce 1704 se stal členem Královské společnosti. V matematice se zabýval hlavně teorií pravděpodobnosti. V letech 1705 až 1714 byl osobním lékařem britské královny Anny. Vytvořil postavu Johna Bulla, ztělesnění Brita či Angličana.
V roce 1710 Arbuthnot vydal článek An argument for Divine Providence, taken from the constant regularity observed in the births of both sexes (Argument pro božskou prozřetelnost založený na neustálé pravidelnosti pozorované při narození obou pohlaví). Šlo mu v něm o důkaz, toho, že boží prozřetelnost řídí svět. Všiml se, že ve všech 82 ročních statistikách narození, které vyhodnotil, se narodilo více chlapců než dívek. Doložil pak, že něco takového se nejspíš nemůže stát jen náhodou. Z dnešního pohledu se to jeví jako test statistické hypotézy, který potvrzuje, že pravděpodobnost narození chlapce je významně vyšší než u dívky. Proto je Arbuthnot považován za průkopníka statistických testů.
Arbuthnot byl roku 1713 jedním ze zakladatelů klubu Scriblerus sdružujícího spisovatele a básníky jako byli Jonathan Swift, Alexander Pope a John Gay. Proslavil se svými politickými satirami namířeným proti whigům a účasti ve válce o španělské dědictví.